# 新潟中央短期大学
新潟中央短期大学（日语：／ Niigata Chuoh Tankidaigaku *），简称中短（ちゅうたん），是一所位于日本新潟县加茂市的私立短期大学。

## 概要

### 简介
- 源流成立于1920年[2]。短期大学为于1968年开办[2]、由学校法人加茂晓星学园经营、来源于曹洞宗大昌寺。

### 历史
- 1968年 晓星商业短期大学成立并同时设置商业科第一部和第二部[2]。
- 1981年 改校名为加茂晓星短期大学。幼儿教育学科成立[2]。
- 1986年 改校名为新潟中央短期大学。商业科改编为商学科[2]。
- 1995年 商学科停办。

### 宪章
- 请参看新潟中央短期大学的标志 （页面存档备份，存于） （日語） 2013年11月28日阅览。

## 学校环境
- 校区：在新潟县加茂市

## 历任校长
- 马场昭夫：现在短期大学校长[3]

## 组织

### 学科
- 幼儿教育学科

### 前学科
- 商学科[注 1]
  - 第一部[注 1]
  - 第二部[注 2]

### 专科
| - 没有 |

### 业余课程
| - 没有 |

## 相关链接
- 日本短期大学列表
- 新潟经营大学